# Право

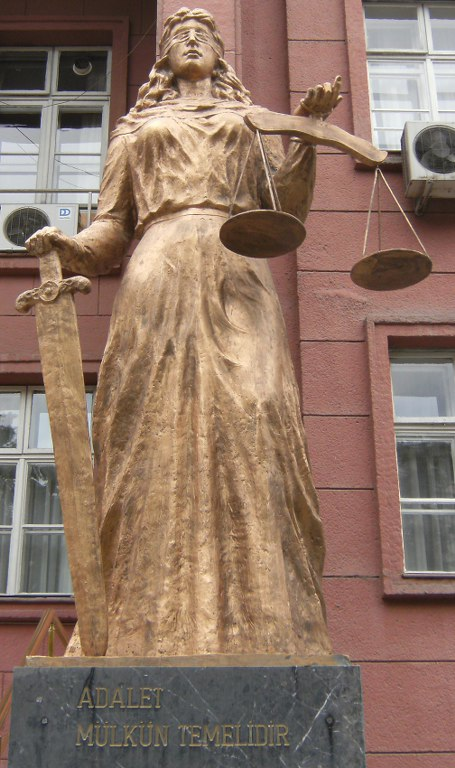
Фемида — древнегреческая богиня правосудия, символизирующая ценности права: сама Фемида — закон; весы — справедливость; меч — наказание; повязка на глазах — беспристрастность.

Пра́во — понятие юриспруденции, один из видов регуляторов общественных отношений; согласно одному из популярных подходов — система общеобязательных, формально-определённых, принимаемых в установленном порядке гарантированных государством правил поведения, которые регулируют общественные отношения.
Конкретное определение права зависит от типа правопонимания, которого придерживается тот или иной учёный (то есть его представлений о праве). В то же время определения различных школ позволяют наиболее полно представить право. Поэтому для развития правовой науки особенно важен плюрализм, которого не всегда удаётся добиться в силу традиционной близости этой отрасли знаний к государственной власти.
В некоторых определениях или контекстах право может сливаться с системой права (объективным правом или просто с законодательством), либо с правовой системой. При этом право как система права находит выражение в источниках права, её правовое содержание определяется нормами права. Когда же говорится о праве как о правовой системе, помимо системы права обычно подразумеваются и другие правовые явления: правовая культура, правосознание и правореализация.

## Признаки права
Различные учёные выделяют следующие наиболее распространенные признаки права:
- Нормативность (устанавливает правила поведения общего характера);

- Общеобязательность (действие распространяется на всех, либо на большой круг субъектов);

- Гарантированность государством (подкреплено мерами государственного принуждения. Этот признак также интерпретируется как государственно-волевой характер права. То есть право — это проявление воли государства, так как в нём определяется будущее поведение личности, организации, с его помощью реализуются субъективные интересы и потребности, достигаются различные цели);

- Интеллектуально-волевой характер (право выражает волю и сознание людей);

- Формальная определённость (нормы права выражены в официальной форме);

- Системность (право — это внутренне согласованный, упорядоченный организм).

## Представления о праве и понятия права
В многотысячелетней истории юриспруденции не раз указывалось, что в вопросах о праве следует избегать универсальных определений, единого мнения на счёт общепризнанного определения права не существует и в современной науке.
В Энциклопедическом словаре Брокгауза и Ефрона указывалось:
 Право есть совокупность правил (норм), определяющих обязательные взаимные отношения людей в обществе; это определение права указывает лишь общие очертания его содержания, между тем, вопрос о существе права, его происхождении и основах до сих пор остаётся одной из нерешённых в науке проблем.
В Большой советской энциклопедии было представлено классическое для марксистско-ленинского правоведения определение (нормативно-позитивистская позиция):
Право — это совокупность установленных или санкционированных государством общеобязательных правил поведения (норм), соблюдение которых обеспечивается мерами государственного воздействия.
Либертарно-юридическая концепция:
Право — это единство равной для всех нормы и меры свободы и справедливости.
Вместе с тем, определение праву можно дать при помощи формально-юридического метода, посредством перечисления в совокупности всех его основных признаков.
Конкретное определение права зависит от типа правопонимания, которого придерживается тот или иной учёный, представляющий определённую правовую школу, их представления позволяют наиболее полно раскрыть сущность права.
Чтобы систематизировать представления различных учёных о существе права (правопонимание разных учёных), составляются классификации правопониманий и понятий, при этом последние создаются в рамках этих правопониманий.
Большая часть этих классификаций заключается в делении правопонимания на позитивистское и философско-правовое. В. А. Четвернин называет их как потестарное и непотестарное, О. Э. Лейст как правопонимание нормативистской и нравственной школы права, В. С. Нерсесянц как легистское и юридическое правопонимание.

### Позитивистское правопонимание
Для позитивистов правом являются принудительные нормы, которые устанавливаются властью, имеющей возможность обеспечить их выполнение. Именно принудительность этих норм, а не их особое содержание является сущностным признаком права по мнению позитивистов.
С позиции позитивистов, право — это система формально-определённых, установленных либо санкционированных государством общеобязательных правил поведения (норм права), регулирующих общественные отношения, обеспечиваемых возможностью государственного принуждения.
Так, например, Марксистская школа говорит о возведённой в закон воле господствующего класса и вместе с тем о совокупности правовых норм. Согласно данному подходу право представляет собой продукт деятельности государства, устанавливаемый государственной властью и охраняемый силой государственного принуждения, право и закон (точнее, право и его источник, форма) для позитивистов по сути одно и то же.

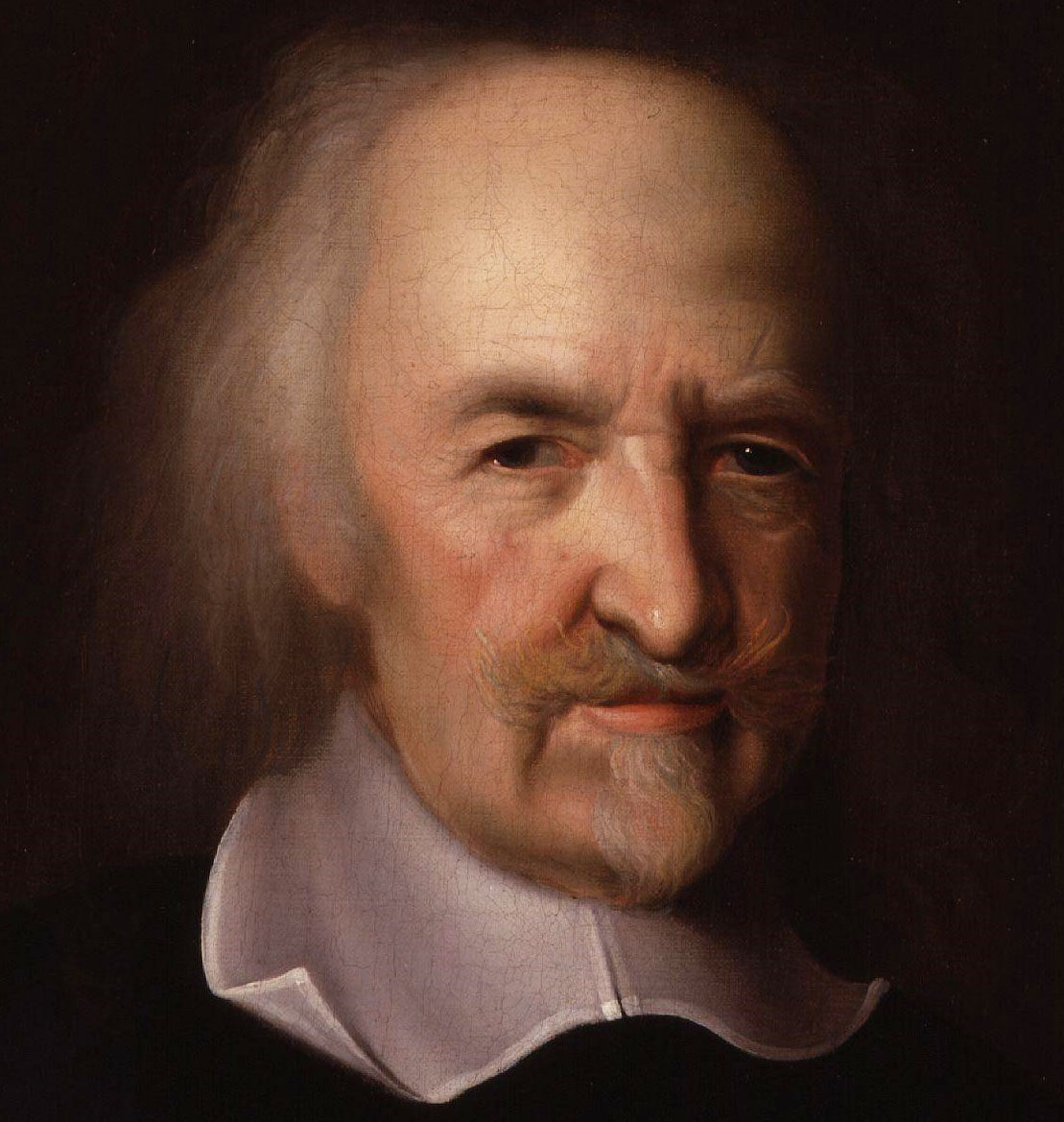
Томас Гоббс, английский учёный Эпохи Просвещения

С точки зрения позитивистов властная принудительность является единственной отличительной особенностью права. Показательным тут является высказывание Томаса Гоббса: «Правовая сила закона состоит только в том, что он является приказанием суверена». Подобные представления в XIX веке развивали Д. Остин, Ш. Амос, Г. Ф. Шершеневич.

### Правопонимание философско-правовых школ
Для философско-правовых школ право обладает самостоятельной сущностью.
Соответственно, о социальной норме (например, содержащейся в законе) можно сказать, что данная норма является правовой или неправовой в зависимости от её соответствия принципам права.

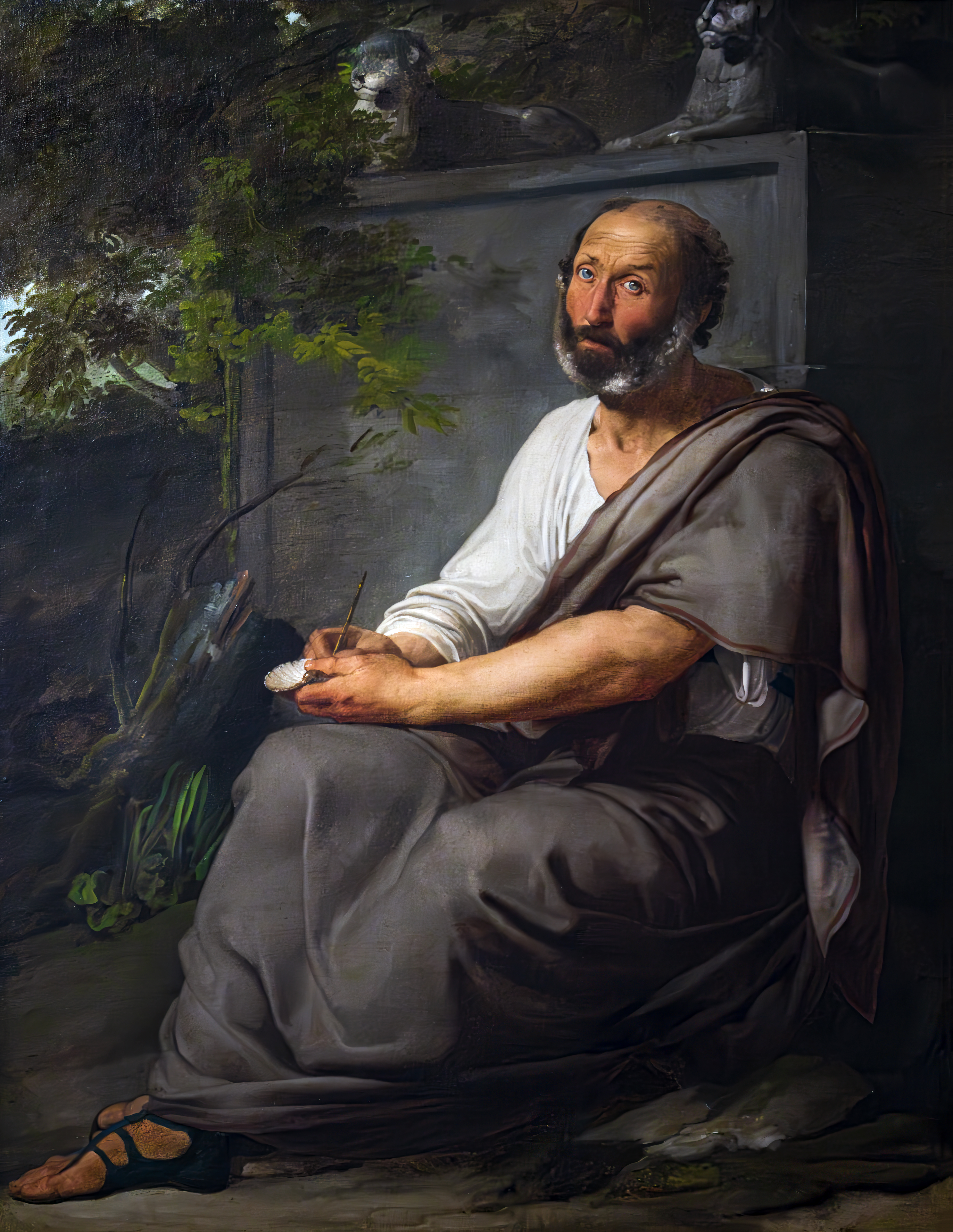
Аристотеля часто называют отцом естественного права

В естественно-правовых учениях неправовыми являются те нормы, которые противоречат надпозитивным, естественным правам человека. В российской либертарно-юридической школе (Нерсесянц В. С., Четвернин В. А.) неправовыми принято считать те нормы, которые нарушают принцип формального равенства — равенства всех людей в правосубъектности.
Школами, следующими философско-правовому правопониманию, право рассматривается как форма общественного сознания.
Для таких правовых школ характерна та или иная версия различия права и закона (права и формы, источника права). При этом под правом имеется в виду нечто объективное, не зависящее от воли, усмотрения или произвола власти.
Учитывая, что права человека признаны большинством современных правовых систем, можно говорить о преобладании философско-правового подхода в официальных представлениях о природе права.
В свете доктрины натуралистической юриспруденции, предложенной украинским учёным-правоведом А. Н. Костенко, право — это природные законы социальной жизни людей, воплощённые в законодательстве и правовой культуре людей. Чем полнее эти законы воплощены в законодательстве и правовой культуре людей в данном обществе, тем совершеннее право данного общества. Основываясь на идее социального натурализма, учёный развивает социально-натуралистическую доктрину правопонимания. В соответствии с этой доктриной если законодательство и правовая культура людей не отражают надлежащим образом природные законы общественной жизни людей, то имеет место псевдоправо. Одной из форм псевдоправа является так называемый правовой волюнтаризм. Как показывает исторический опыт, средством противодействия правовому волюнтаризму является натуралистическая юриспруденция, в частности, идеология природного (естественного) права. Право определяет правопорядок в обществе: если имеет место псевдоправо, то есть правовой волюнтаризм, то соответственно в обществе будет иметь место и псевдоправовой порядок (например, при тоталитаризме).
В рамках философско-правовых правопониманий среди прочих существуют естественно-правовой и либертарно-юридический подходы.

#### Естественно-правовая школа
С точки зрения естественно-правового подхода, помимо права, создаваемого государством, существует ещё некое «естественное право», имеющее бо́льшую силу, чем позитивное. Под ним понимаются представления о справедливости и общем благе, в частности — это право на жизнь, на свободу, собственность, равенство и т. д. 

### Разделение властей

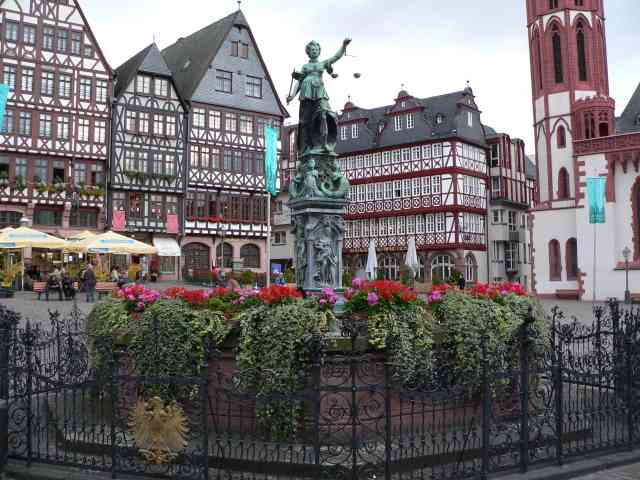
Фонтан правосудия во Франкфурте-на-Майне

#### Либертарно-юридическая школа
Разработчиком либертарно-юридического подхода является академик РАН В. С. Нерсесянц. Согласно данному подходу под правом понимается нормативное выражение принципа формального равенства, который, в свою очередь, включает единство трёх компонентов: равной для всех нормы и меры, свободы и справедливости. Современным оригинальным разработчиком либертарно-юридической теории является профессор Высшей школы экономики В. А. Четвернин.

### Представление о праве на Дальнем Востоке
Отношение стран Дальнего Востока к системе права воплощается в утверждении «право хорошо для варваров». Например, в Китае существует представление о праве как об орудии произвола, которое разрушает естественный ход вещей. Уважаемый китаец может не считать право чем-то значительным и может вообще не думать о нём, так как его добропорядочный образ жизни не должен приводить к взаимодействию с правосудием. В различных ситуациях человек должен стараться достичь гармонии с другими неформальным образом, в том числе через посредничество, а не ориентироваться на юридические процедуры. Законы могут выступать как устрашающий или другой метод для закоренелых преступников, людей с аморальным поведением и иностранцев, не понимающих китайскую культуру, но в любом случае они рассматриваются как документы, которые не должны применяться. К тем людям, которые ориентируются на законы и не замечают правил хорошего поведения и приличий, китайцы «не испытывают ничего, кроме презрения». В целом, как отмечает кандидат юридических наук С. В. Шанхаев, «китайский народ прекрасно обходится и без права», не интересуется правовой системой и старается не участвовать в правосудии.
Япония переняла европейскую модель права, но сами японцы так же редко участвуют в правосудии, как и ранее. При этом японские суды стремятся привести стороны к мировому соглашению и используют особый метод правоприменения, заключающийся в уклонении от правоприменения.

## Концепции происхождения права

### Власть и социальные нормы в первобытном обществе
Первые формы институтов власти и первые общеобязательные нормы поведения сформировались уже на первобытной стадии развития общества. Для этого периода характерно отсутствие политической власти и государственных институтов. Социальные нормы в этот период носят характер обычаев, традиций, обрядов и табу. В науке вопрос о том, можно ли считать данные социальные нормы правом или протоправом, является дискуссионным.

### Теории происхождения права

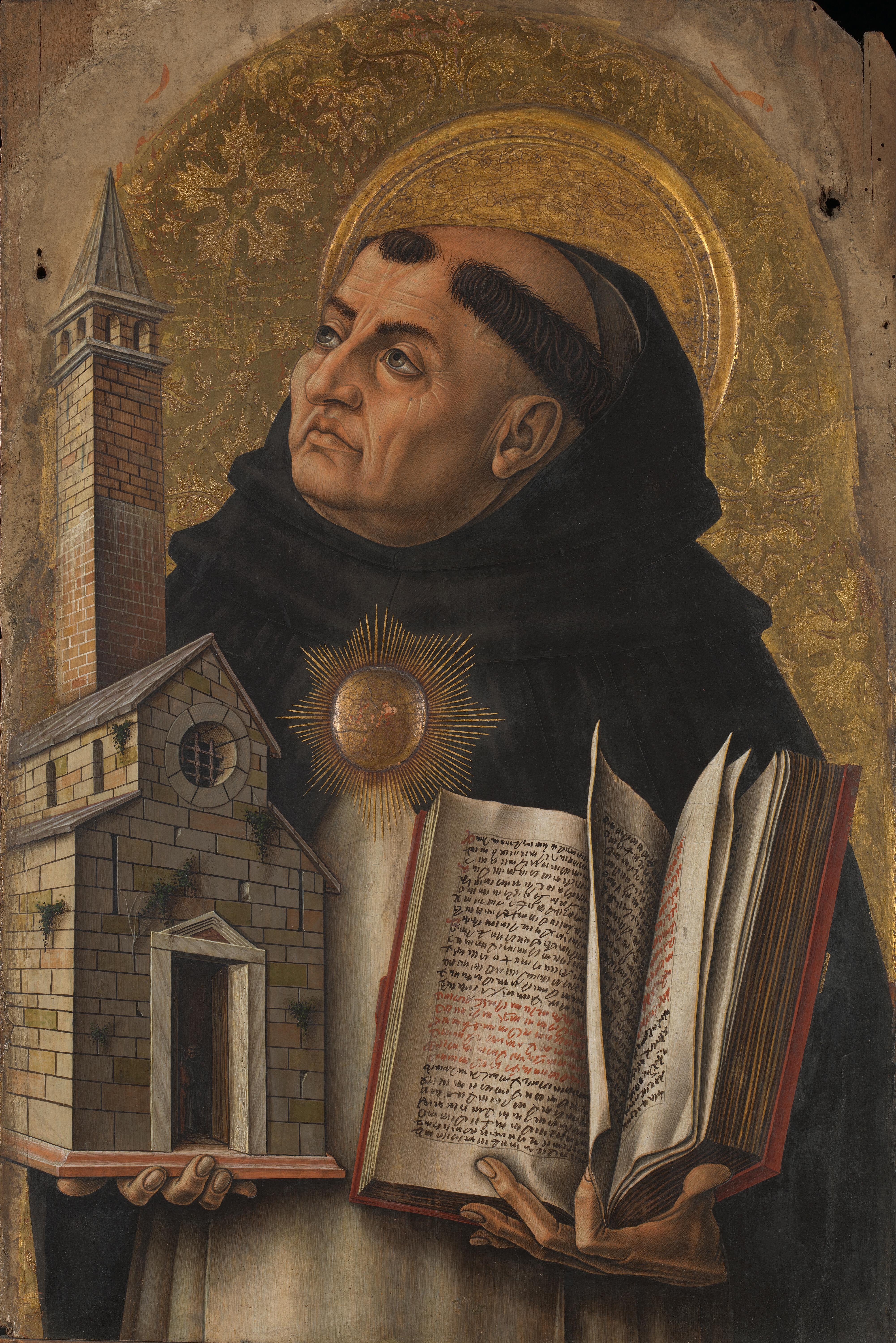
Представитель теологической теории права Фома Аквинский

- Теологическая теория: Законы существуют вечно, ибо являются Божественным даром. Они определяют порядок жизни в соответствии с идеалами добра и справедливости, дарованной свыше.
- Теория естественного права: Человек от рождения и природы обладает неотъемлемыми естественными правами (право на жизнь, свободу, равенство), которые нельзя отменить, изменить. Законы соответствуют нравственным установкам людей и не могут существовать без них.
- Психологическая теория: Право есть результат человеческих переживаний. Законы государства зависят от психологии людей.
- Историческая школа: Потребности разрешить противоречия жизни приводят к появлению права, способного уладить конфликт и установить порядок в поведении людей. Право первоначально возникает в сознании человека, а затем фиксируется в законах. Правовые нормы способны изменяться, так как меняется сама жизнь, которую они регулируют.
- Нормативистская теория: Государство диктует людям модель поведения. Право исходит от государства и является системой норм, построенных в виде пирамиды.
- Позитивистская теория: Право порождено противоречиями жизни, конфликтами, в результате которых победу одерживает сильнейший. Он диктует свои правила «игры» и устанавливает свой порядок. Ему подчиняются побеждённые.
- Марксистская теория: Право связано с государством и зависит от социально-экономических факторов общества.
- Аксиологическая теория права: Правовые нормы отражают базовые ценности общества и сами становятся присущими обществу ценностями. При этом категория «ценность» не может быть абстрагирована от личности, от человеческого фактора. Деятельностное осмысление права как феномена культуры неразрывно связано о понятиями «потребность», «интерес», «свобода», «равенство», «справедливость»[31].
- Примирительная теория: Право является результатом компромисса различных противоборствующих сторон в обществе (зародилось не внутри одного рода, а между различными родами, которые всегда конфликтовали между собой). Данная теория очень популярна в доктрине западных стран[32].
- Регулятивная теория: Право образовалось с момента, когда у общества возникла потребность по упорядочиванию своих отношений, необходимого для единства государства[33].

## Норма права
Норма права регулирует конкретный вид общественных отношений, содержит установленные или санкционированные государством правила поведения, общеобязательные в пределах сферы своего действия, обеспеченные принудительной силой государства и отражённые в источнике права.
Признаки правовой нормы:
- Норма права — правило общего характера, имеет неперсонифицированный характер, обращено ко всему населению или к группе лиц, объединённых одним признаком (например, пенсионерам).
- Норма права всегда обращена в будущее и рассчитана на многократное применение.
- Норма права имеет определённую внутреннюю структуру.

Структура правовой нормы:
- Гипотеза (если…) — элемент юридической нормы, который указывает на условие, при котором эта норма должна осуществляться и на кого распространяется (адресаты, юридические факты).
- Диспозиция (то…) — элемент юридической нормы, который указывает на правило поведения, каким может и каким должно быть это поведение, которому должны следовать участники правоотношений (субъективные права и обязанности адресатов).
- Санкция (иначе…) — элемент юридической нормы, который содержит описание неблагоприятных последствий для правонарушителя, мер государственного принуждения, наказания (меры юридической ответственности).

Все нормы права в совокупности составляют систему права, а регулирующие определённый круг общественных отношений — отрасль права. Внутри отраслей нормы также группируются в правовые институты.

### Систематизация нормативных актов

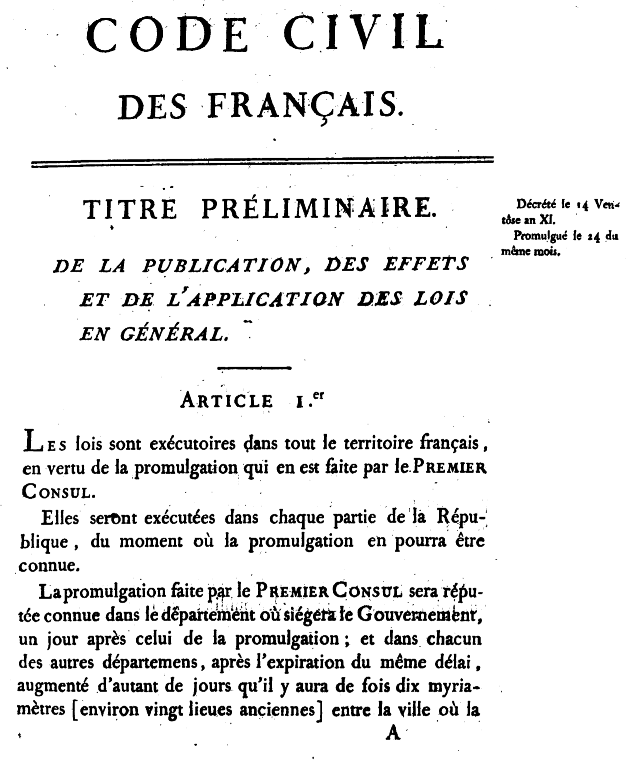
Страница оригинального издания Кодекса Наполеона: первой из западноевропейских кодификаций гражданского права.

## Классификация правовых систем

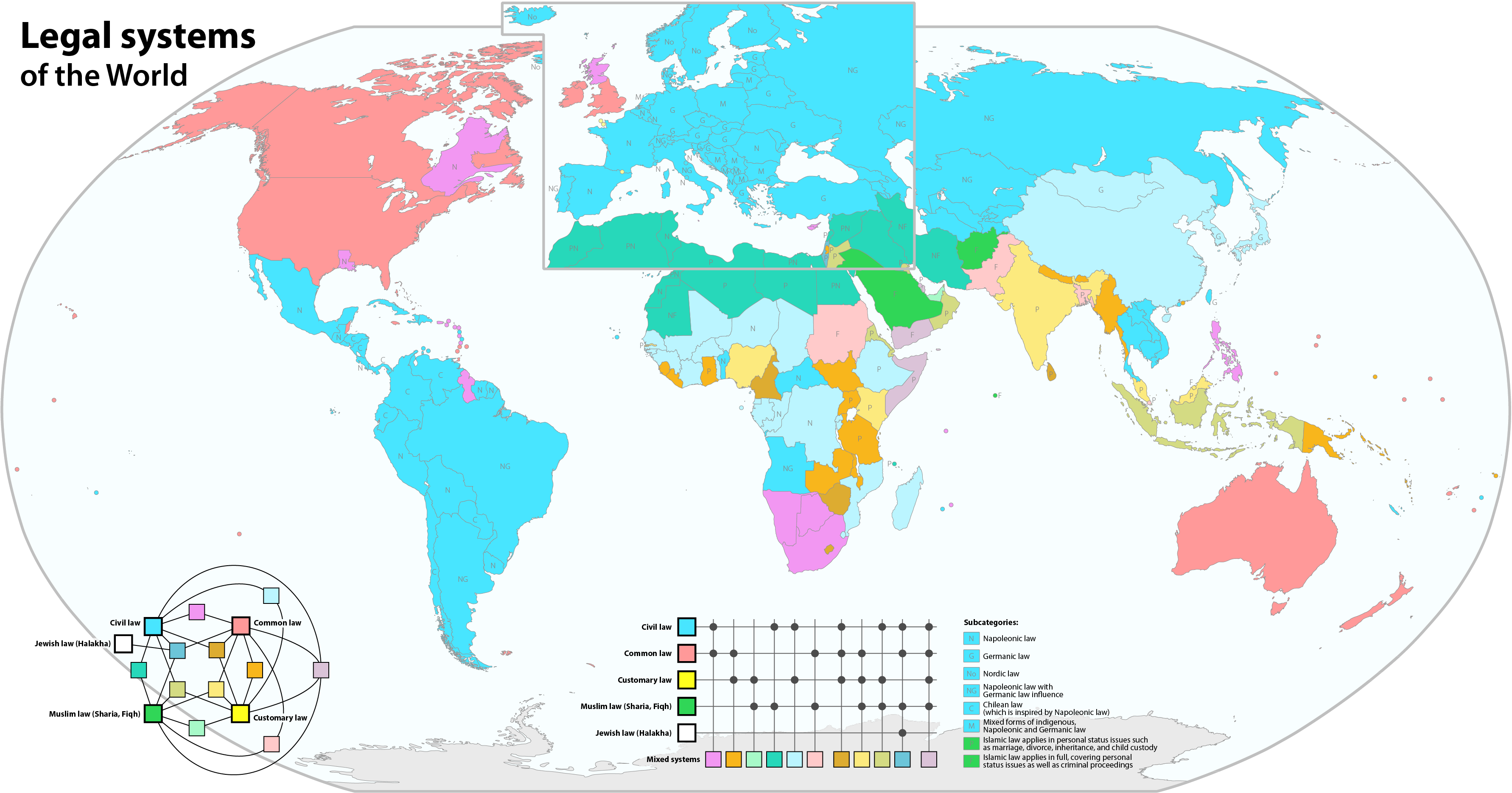
Карта правовых систем мира

#### Римское право

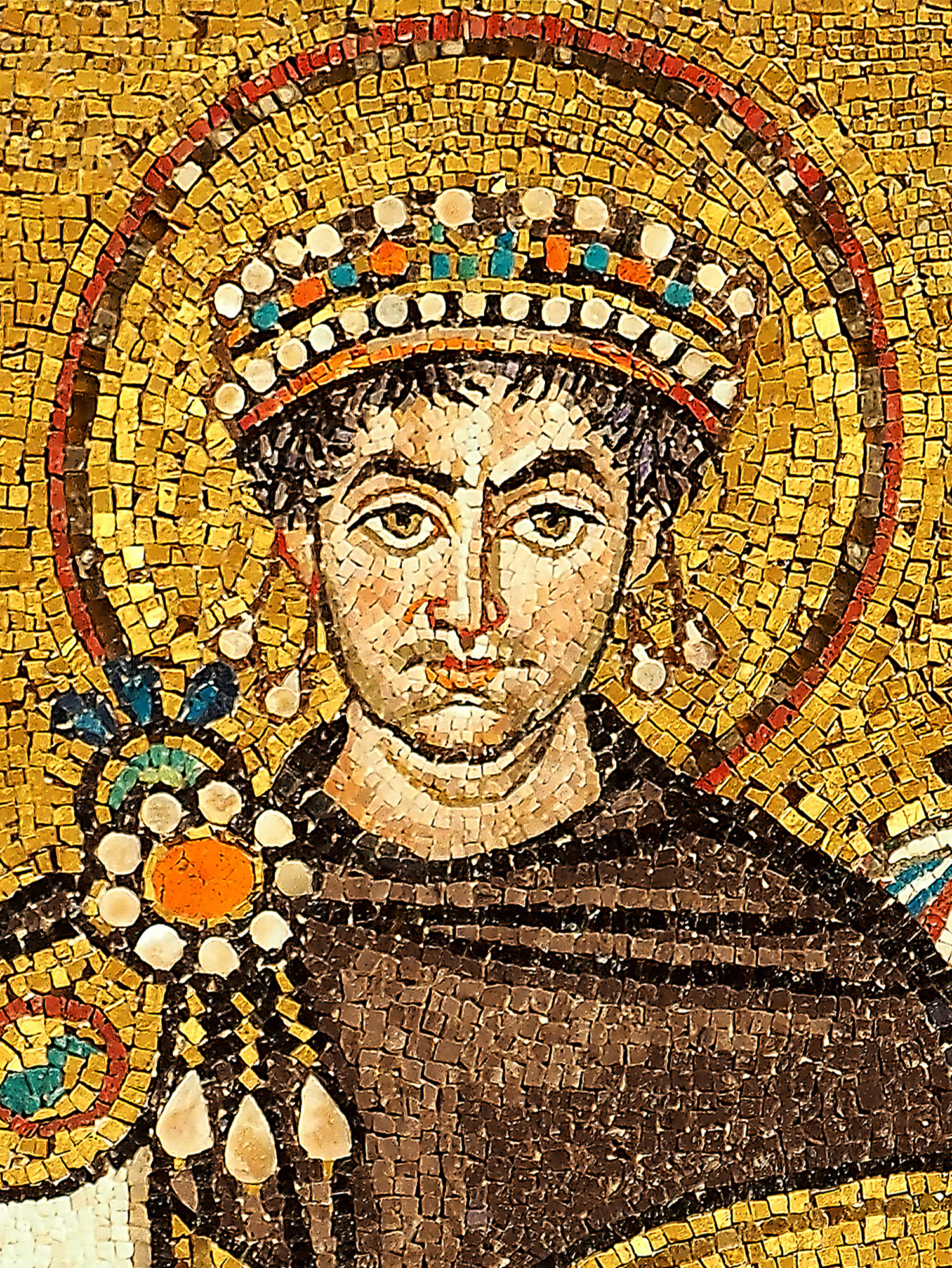
Юстиниан I — византийский император, при котором была произведена кодификация римского права

#### Правовая система США

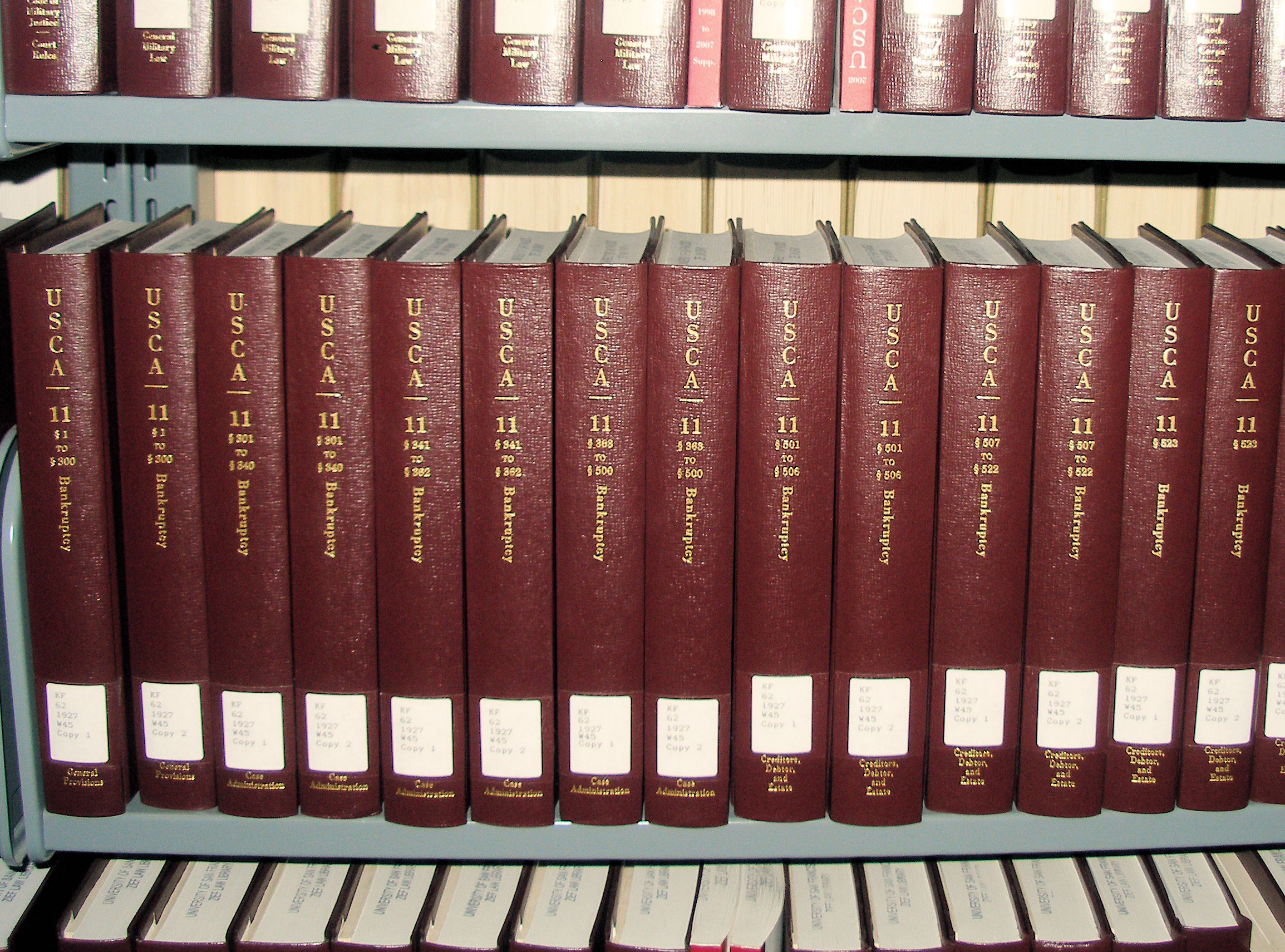
Кодекс США — является кодификацией федерального статутного права

#### Правовая система Великобритании

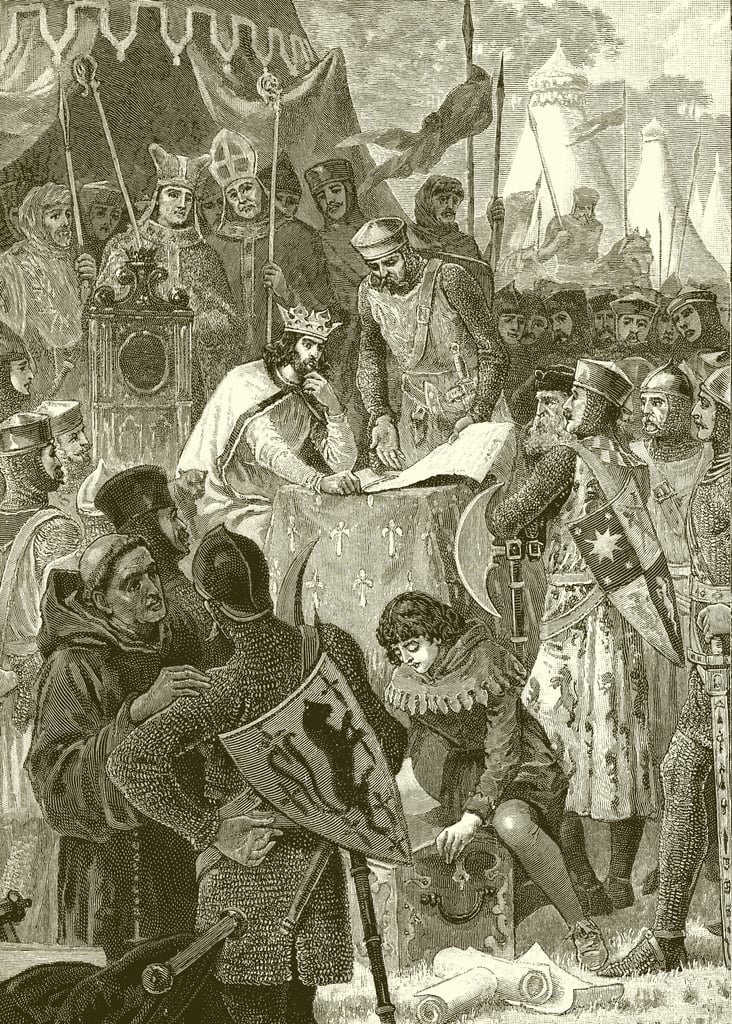
Король Англии Иоанн Безземельный подписывает Великую хартию вольностей

## Международное право

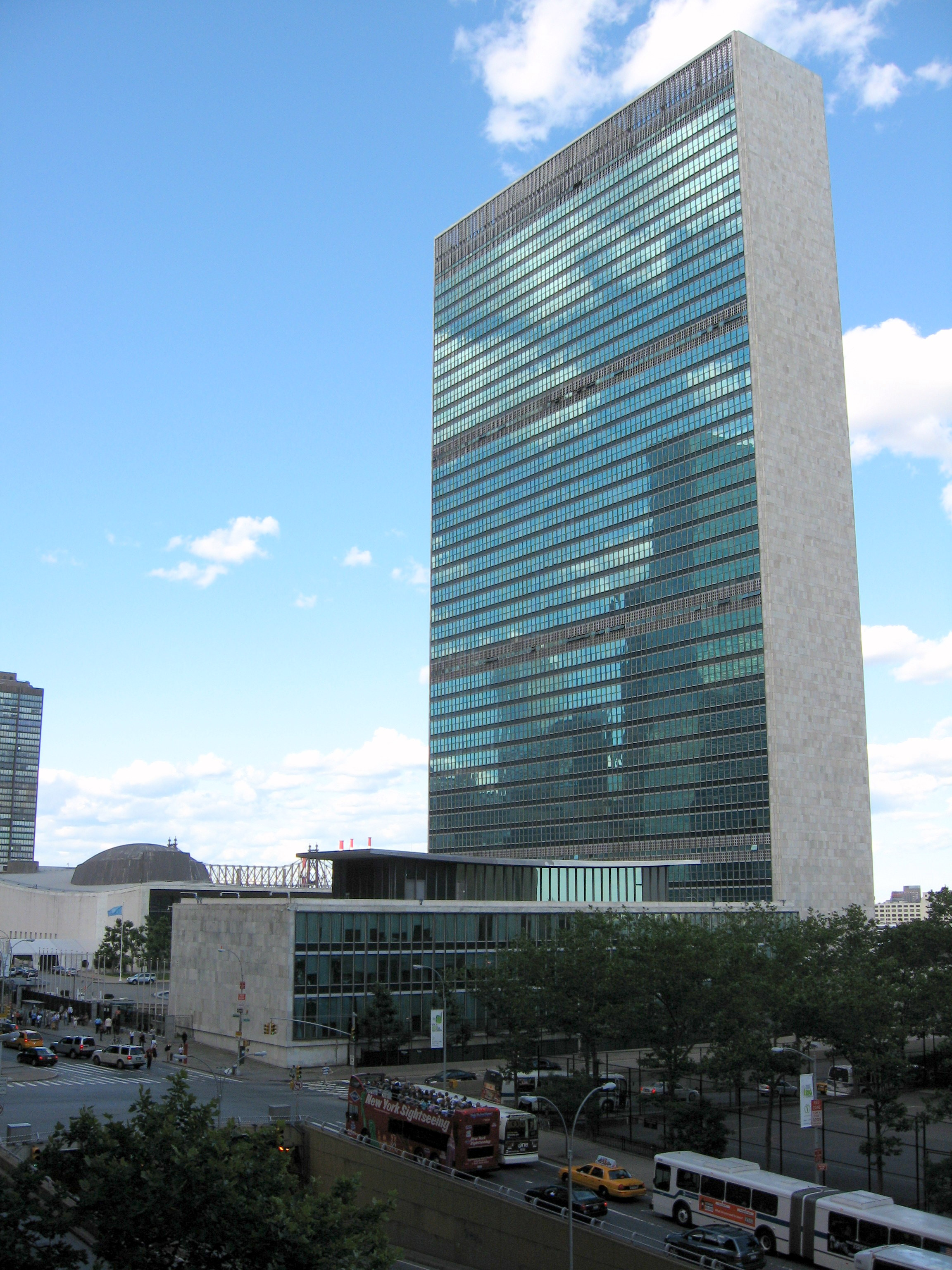
ООН занимает ведущую роль в развитии международного права